# Castagnetoli
Castagnetoli è una frazione del comune italiano di Mulazzo, nella provincia di Massa-Carrara, in Toscana.
Il borgo è situato sulla strada che da Teglia porta a Busatica, al confine tra il comune di Mulazzo e quello di Pontremoli.

## Storia
Castagnetoli fu sede in epoca medievale di un antico feudo, governato prima dal ramo dello Spino Secco dei marchesi Malaspina di Mulazzo, e poi da quelli di Lusuolo, fino al XVII secolo. Si ricostituì come linea autonoma col marchese Francesco Malaspina (1580-1649). Nel 1652 si estinse la casata dei Malaspina di Lusuolo, che aveva sotto il suo controllo il marchesato di Tresana, che comprendeva anche il Giovagallo e i borghi di Novegigola, Bola, Corneda e Riccò; il re Filippo IV di Spagna mise all'asta il piccolo staterello, che venne acquistato dai principi Corsini, originari di Firenze, per 123 000 lire. Il marchesato di Castagnetoli continuò ad esistere sebbene mutilato di alcune sue porzioni acquisite dalle linee di Mulazzo, Casteoli e Tresana, fino al 1757 quando Corrado II (1756-1757), ultimo della famiglia lo lascia alla linea di Mulazzo; scomparve come marchesato nel 1797 in seguito all'invasione dell'esercito napoleonico e la fine del feudalesimo.
Agli inizi del XX secolo il paese fu colpito da un'epidemia di influenza spagnola.

## Monumenti e luoghi d'interesse

### Architetture religiose
Chiesa dei Santi Simone e Giuda
La chiesa parrocchiale di Castagnetoli è dedicata ai santi Simone e Giuda. È risalente al XI secolo, ma raggiunse piena autonomia parrocchiale nel 1568. Il campanile venne edificato nel 1808. Subì un'opera di ristrutturazione e restauro negli anni settanta del XX secolo. L'edificio possiede un piccolo sagrato che si apre davanti alla facciata, introdotto da due colonne e un muro di cinta. Questo dettaglio, unito al fatto che la chiesa è in posizione leggermente sopraelevata dal sagrato stesso, fa presupporre che vi fosse situato in precedenza il cimitero e che l'entrata della chiesa fosse nel muro di fianco. 
La copertura è a capanna, ma l'interno è voltato a botte, profondo, ad aula unica inizialmente, ma che termina con due superfici ai lati poco prima dell'altare. Ogni campata nella botte a livello quasi del soffitto termina con una lunetta con una finestra. All'interno si trova un grande affresco, presente in ottime condizioni nella parete fondale dietro all'altare, in mezzo alle due nicchie dove sono ospitate le due statue dei santi titolari Simone e Giuda.
Oratorio di Sant'Anna
L'oratorio di Sant'Anna è situato nel borgo di Castagnetoli in posizione decentrata. I primi atti catastali che ne testimoniano la presenza risalgono al XIX secolo. Dinnanzi alla facciata si apre un piazzale e sulla sinistra si trova una piccola costruzione campanaria che continua i cornicioni della parete principale. L'interno si presenta affrescato e di fianco all'altare si trova una statua di sant'Anna, ospitata in un'imponente costruzione di legno dorato a corona con vari campanelli, tipica del XVII e del XVIII secolo.

### Architetture militari
Castello di Castagnetoli
Il castello di Castagnetoli è la struttura militare dove dimoravano i marchesi Malaspina che possedevano questo feudo. Nel tempo ha subito varie modifiche e le sue caratteristiche militari sono andate del tutto perdute. Si presenta come un palazzo marchionale con ingresso a tre archi: il suo aspetto lo si deve probabilmente alle modifiche fatte dai principi Corsini dopo il XVII secolo. Nei primi anni del XX secolo sono entrati in possesso di una parte del castello i Bissola, famiglia locale di agricoltori e commercianti.